# 埃文河畔布拉德福德
埃文河畔布拉德福德（英語：Bradford on Avon 或 Bradford-on-Avon）是一個位於英格蘭威爾特郡西部的市鎮，人口為9326人。
該市鎮自羅馬時代起便已經有人居住，而17世紀英國紡織業崛起帶動了該市鎮發展。現時該市鎮保留很多歷史建築，為區內著名旅遊景點。

## 位置及名稱
埃文河畔布拉德福德位於科茨沃爾德的邊陲，距離薩默塞特郡的巴斯市8英里。威爾特郡的郡治特羅橋亦在該市鎮附近。
市鎮名稱中的布拉福，意指「寬闊的渡口」；而雅芳河畔則指該市鎮建基於布里斯托雅芳河兩岸土地之上。

## 歷史
距今2500年前，一個鐵器時代的部落抵達今英國西海岸地區，埃文河畔布拉德福德一帶開始有人居住。羅馬人曾在埃文河畔布拉德福德之北的山上建造了一座堡壘，該堡壘遺址在2000年代於當地一所準備擴建的學校被發現。在其後的考古發掘中，人們又發現了一座建於3世紀中葉的羅馬莊園。該莊園的鑲嵌畫仍保存完整，而其中一個房間被認為是早期基督教的教堂或洗禮處。

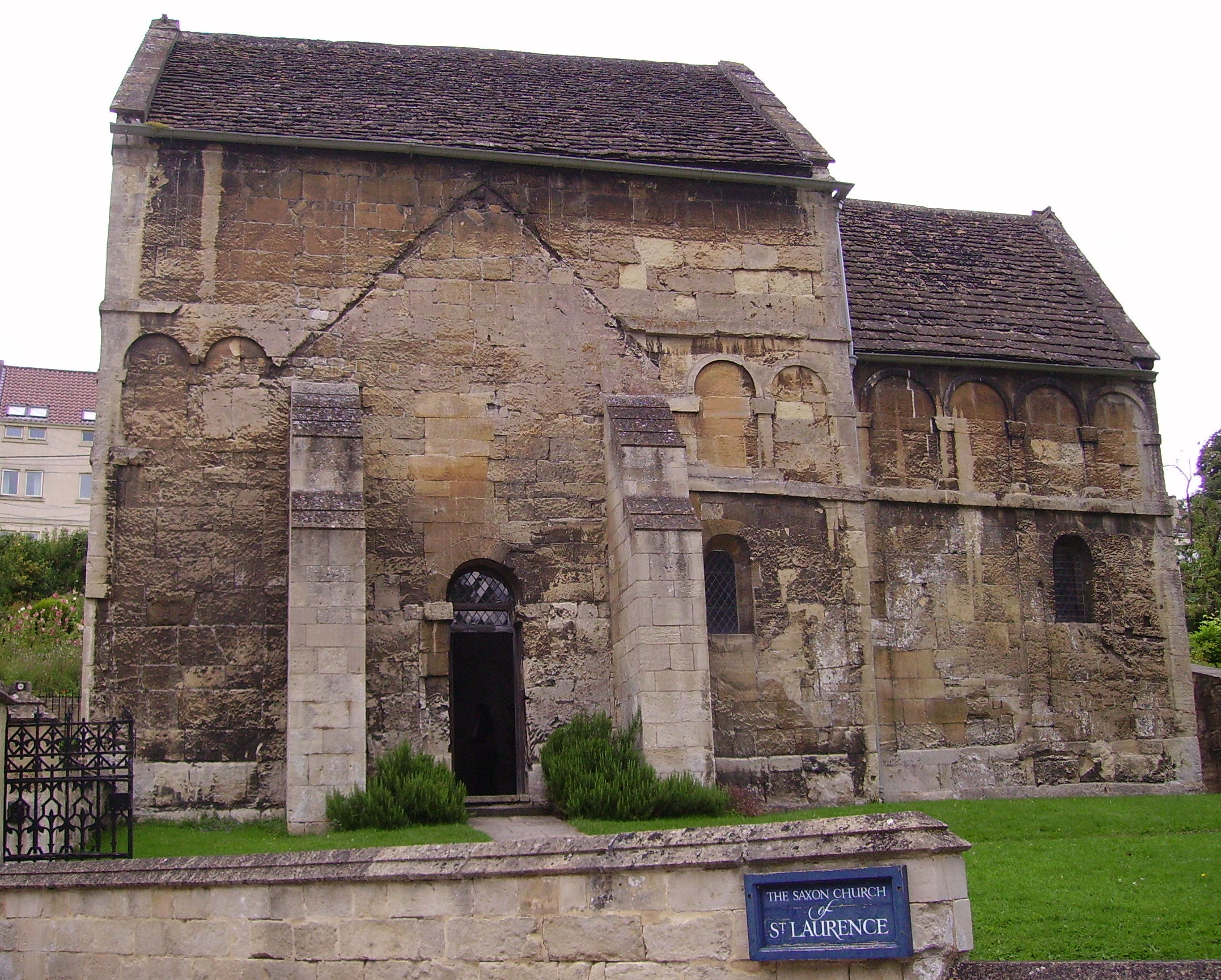
聖羅倫斯教堂

埃文河畔布拉德福德在盎格魯-撒克遜時期由撒克遜人佔據。他們居住在雅芳河之南、接近現在的聖馬加利山的地方。現存的聖羅倫斯教堂曾被認為是建造於這個時期：有資料指埃德赫姆在705年創立該教堂。由於現存的教堂帶有諾曼時期的建築風格，因此現在的人多認為它的建造時期應該遲一些，例如是愛塞烈德二世撥地予沙夫茲貝利修道院後建成的。該教堂可能一度被用來安放殉教者愛德華的遺骸。
在13世紀，人們在埃文河畔布拉德福德的渡口上建造了一座石橋。此橋至今仍然存在，並成為了市鎮的地標。
工業革命使埃文河畔布拉德福德在17世紀迅速發展：很多早期的紡織工業選擇在那裏建造水力磨坊以取得生產紡織品所需的能源。丹尼爾·笛福曾於18世紀造訪埃文河畔布拉德福德，並引述居民的談話，指當時的布販平均財產值一萬至四萬英鎊（如比較不同時代的物價或購買力，有關財產在2000年代約值數百萬英鎊）。英格蘭北部出現新的工業城市後，埃文河畔布拉德福德的地位漸漸被取代。其後橡膠工業進駐埃文河畔布拉德福德──雅方橡膠在20世紀中期曾經以埃文河畔布拉德福德為主要生產基地。很多在工業時期建立的紡織廠和磨坊仍保留至今，並成為旅遊景點。
座落在埃文河畔布拉德福德的威爾特郡音樂中心於1998年成立；另外埃文河畔布拉德福德於2003年10月8日獲授予公平貿易城鎮的稱號。

## 建築物

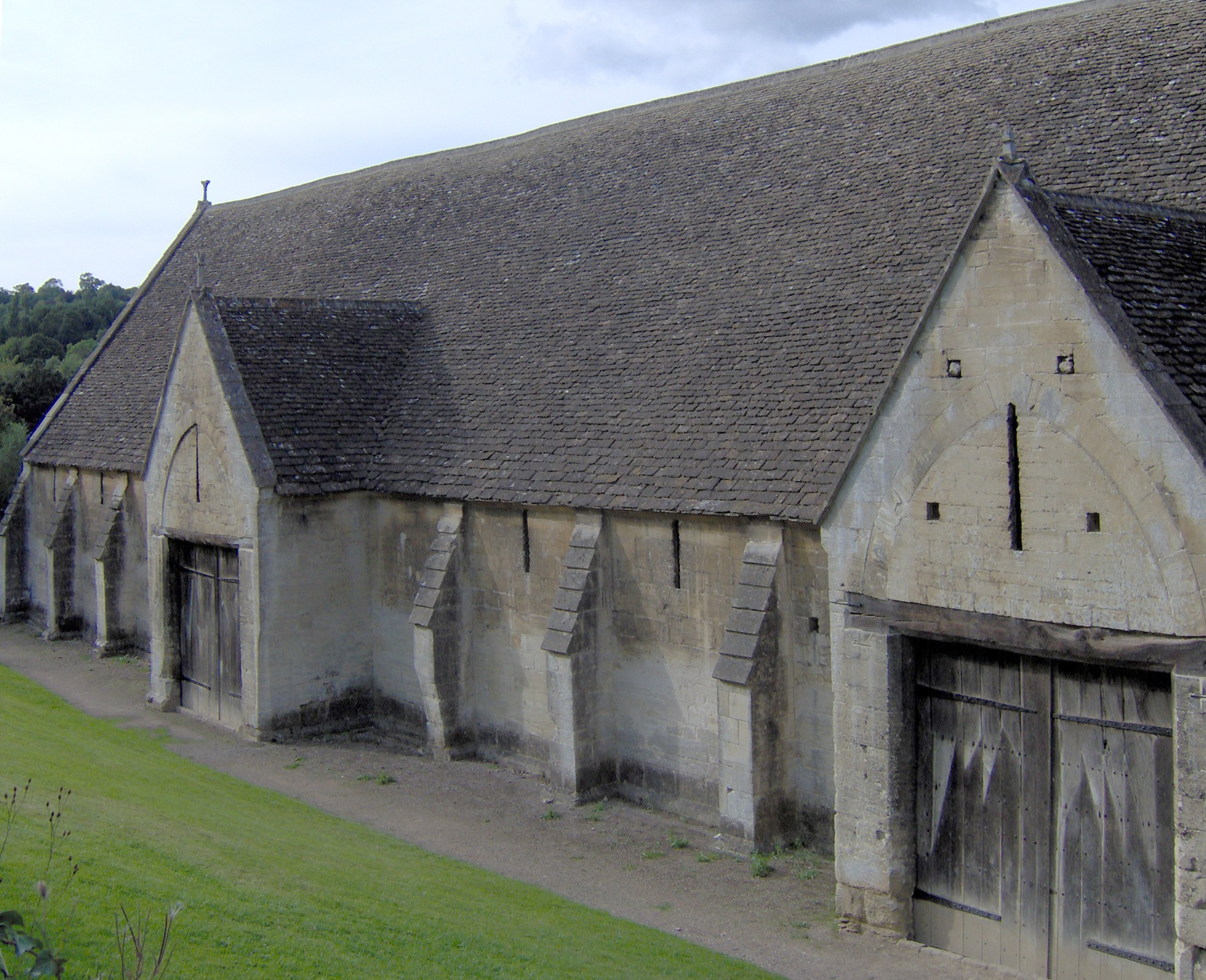
曾用作儲存什一奉獻的倉庫

埃文河畔布拉德福德的歷史建築物多被列為一級登录建築。除了上文提及的石橋和聖羅倫斯教堂外，鎮內的巴頓農場什一奉獻倉庫、聖三一座堂等建築亦被納入一級受保護建築之列。
另外一些被列入較低級別的受保護建築則包括：
- 聖公會基督座堂[20]
- 前循道會教堂[21]
- 曾經為地方政府大樓、現時用以紀念托马斯·莫尔的天主教座堂[22]

## 地方政治
埃文河畔布拉德福德本身是一個民政教區，擁有一個12人規模的市議會，該議會的主席被稱為市長。和英格蘭其他市議會一樣，埃文河畔布拉德福德市議會屬於諮詢機構，而市內主要政府服務（如學校、道路、社會服務、緊急服務、文娛康樂、城市規劃、廢物處理等）主要由威爾特郡議會負責。
自2010年起，埃文河畔布拉德福德歸屬重新設立的奇彭勒姆國會選區。現時代表該選區的國會議員為自由民主黨的鄧肯·哈姆斯。

## 交通

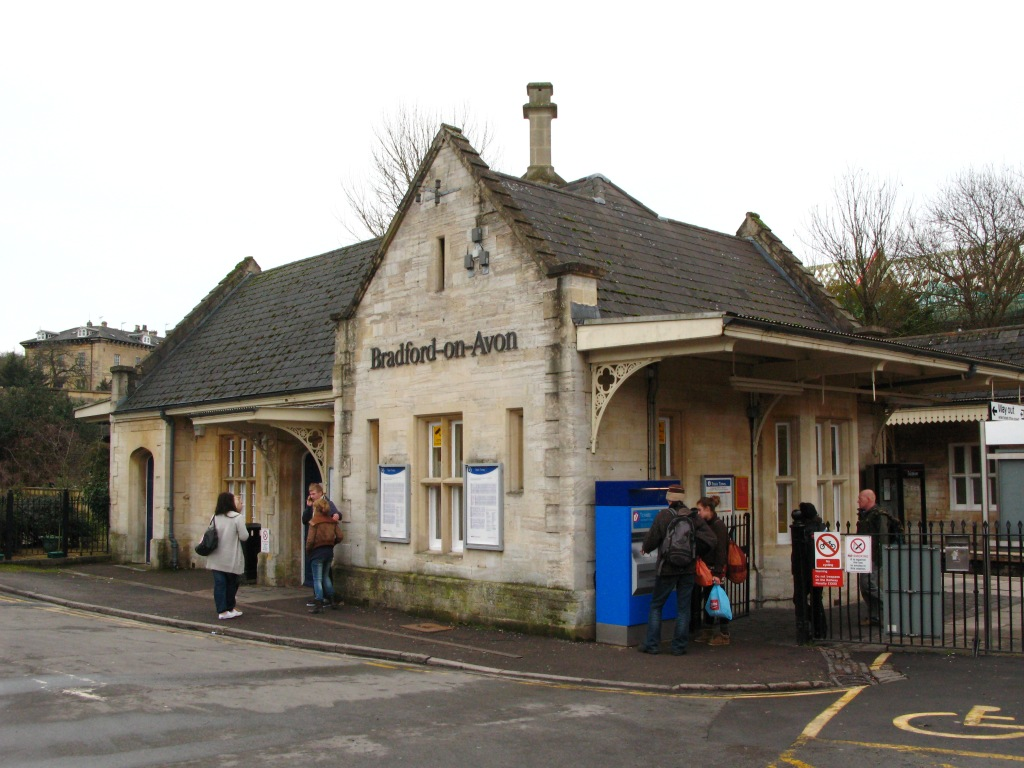
埃文河畔布拉德福德火車站

途經埃文河畔布拉德福德的主幹路為A363公路，大致呈南北走向，途經市內的地標石橋。其他途經該市鎮的道路較為次要，多為連接其他居民點。
來往布里斯托爾與樸茨茅夫的鐵路以東西向橫越埃文河畔布拉德福德，並設有埃文河畔布拉德福德火車站，平日約每半小時有一班列車停靠。該鐵路取代了在更早時間建造、連接雅芳河與泰晤士河的肯尼特與雅芳運河，但運河後來得到復修，並作為旅遊景點繼續開放。
布里斯托機場是距離埃文河畔布拉德福德最近的機場，駕車來往兩地之間需時約50分鐘。

## 友好城市
現時埃文河畔布拉德福德有以下姊妹市：
- 德國下薩克森州諾登（1969年8月11日起）[28]
- 法國盧瓦雷省羅亞爾河畔敘利（1991年6月6日起）[29]
- 波蘭瓦爾米亞-馬祖里省埃爾布隆格（2000年3月31日起）[30]

## 外部連結
- 埃文河畔布拉德福德市議會 （页面存档备份，存于） （英文）
- 威爾特郡官方旅遊網站的相關介紹 （页面存档备份，存于） （英文）